# Paul Alexandre (écrivain français)
Cet article concerne le botaniste français. Pour les homonymes, voir Alexandre et Paul Alexandre.
Paul Alexandre est né le 20 avril 1884 à Clermont-Ferrand dans le Puy-de-Dôme, et mort le 26 septembre 1916 à Bouchavesnes dans la Somme.

## Biographie
Paul Alexandre est l'auteur (en collaboration) d'une pièce en 3 actes intitulée Le Ravage. 
Sous-lieutenant dans le 106e régiment d'infanterie pendant la Première Guerre mondiale il est tué à l'ennemi le 26 septembre 1916 au sud de Bouchavesnes dans la Somme. 
Mort pour la France, son nom est inscrit sur le Panthéon à Paris, et fait partie des « 560 écrivains morts pour la France de 1914 à 1918 ».